# Neven Vukman
Neven Vukman (Varaždin, 11 aprile 1985) è un calciatore croato, difensore o centrocampista dell'Ivančica Ivanec.

## Carriera

### Club
Mediano, dopo la sua parentesi kazaka resta svincolato per otto mesi, da febbraio al 19 agosto 2013, quando si accorda nuovamente con il Varteks, club con il quale non giocherà alcun incontro ufficiale.

### Nazionale
Esordisce il 29 gennaio 2006 contro la Corea del Sud, sfida persa 2-0.

## Statistiche

### Cronologia presenze e reti in nazionale
| Cronologia completa delle presenze e delle reti in nazionale ― Croazia | Cronologia completa delle presenze e delle reti in nazionale ― Croazia | Cronologia completa delle presenze e delle reti in nazionale ― Croazia | Cronologia completa delle presenze e delle reti in nazionale ― Croazia | Cronologia completa delle presenze e delle reti in nazionale ― Croazia | Cronologia completa delle presenze e delle reti in nazionale ― Croazia | Cronologia completa delle presenze e delle reti in nazionale ― Croazia | Cronologia completa delle presenze e delle reti in nazionale ― Croazia |
| Data                                                                   | Città                                                                  | In casa                                                                | Risultato                                                              | Ospiti                                                                 | Competizione                                                           | Reti                                                                   | Note                                                                   |
| ---------------------------------------------------------------------- | ---------------------------------------------------------------------- | ---------------------------------------------------------------------- | ---------------------------------------------------------------------- | ---------------------------------------------------------------------- | ---------------------------------------------------------------------- | ---------------------------------------------------------------------- | ---------------------------------------------------------------------- |
| 29-1-2006                                                              | Hong Kong                                                              | Croazia                                                                | 0 – 2                                                                  | Corea del Sud                                                          | Amichevole                                                             | -                                                                      | 77’                                                                    |
| 1-2-2006                                                               | Hong Kong                                                              | Hong Kong                                                              | 0 – 4                                                                  | Croazia                                                                | Amichevole                                                             | -                                                                      | 51’                                                                    |
| Totale                                                                 |                                                                        | Presenze                                                               | 2                                                                      |                                                                        | Reti                                                                   | 0                                                                      |                                                                        |